# خواكين رييس
خواكين رييس (بالإسبانية: Joaquín Reyes Chávez)‏ (20 فبراير 1978 بتوريون في المكسيك - ) هو لاعب كرة قدم مكسيكي في مركز الوسط. شارك مع منتخب المكسيك لكرة القدم. أما مع النوادي، فقد لعب مع سانتوس لاغونا وكلوب ليون ونادي بويبلا وتيبورونيس روخوس دي فيراكروز ونادي سيلايا وLobos BUAP ‏ وAlacranes de Durango ‏ وReal Sociedad de Zacatecas ‏.

## وصلات خارجية
- خواكين رييس على موقع الاتحاد الدولي (مؤرشف)  (الإنجليزية)
- خواكين رييس على موقع قاعدة بيانات كرة القدم.إي يو (الإنجليزية)
- خواكين رييس على موقع ناشيونال فوتبول تيمز (الإنجليزية)